# 2002年冬季奧林匹克運動會冬季兩項比賽
2002年冬季奧林匹克運動會冬季兩項比賽共设有8个小项。比赛在美国盐湖城的士兵山谷滑雪场举行。赛事由2月11日开始并在2月20日结束。这是自1992年以来冬季两项第一次扩充新的小项。12.5公里个人赛（女子为10公里），又称争先赛，首次进入冬奥会比赛项目当中。

## 赛事综述

### 男子项目
在男子项目中，挪威选手奥勒·埃纳尔·比约恩达伦包揽了男子全部三个小项的奥运会冠军，并且与队友一起共同收获接力赛金牌，实现了大满贯。

#### 男子個人20公里
| 獎牌 | 運動員                              | 時間    |
| 金牌 | 挪威 奥勒·埃纳尔·比约恩达伦         | 51:03.3 |
| 銀牌 | 德国 弗兰克·卢克                    | 51:39.4 |
| 銅牌 | 俄羅斯 迈古罗夫（Viktor Maigourov） | 51:40.6 |

#### 男子個人10公里
| 獎牌 | 運動員                      | 時間    |
| 金牌 | 挪威 奥勒·埃纳尔·比约恩达伦 | 24:51.3 |
| 銀牌 | 德国 斯文·菲舍尔            | 25:20.2 |
| 銅牌 | 奥地利 沃尔夫冈·佩纳        | 25:44.4 |

#### 男子個人12.5公里
| 獎牌 | 運動員                               | 時間    |
| 金牌 | 挪威 奥勒·埃纳尔·比约恩达伦          | 32:34.6 |
| 銀牌 | 法國 拉斐尔·波瓦雷（Raphaël Poirée） | 33:17.6 |
| 銅牌 | 德国 里科·格罗斯                     | 33:30.6 |

#### 男子4×7.5公里團體賽
| 獎牌 | 隊伍（運動員） | 時間      |
| 金牌 | 挪威           | 1:23:42.3 |
| 銀牌 | 德国           | 1:24:27.6 |
| 銅牌 | 法國           | 1:24:36.6 |

### 女子项目

#### 女子個人15公里
| 獎牌 | 運動員                                                 | 時間    |
| 金牌 | 德国 安德烈娅·亨克尔                                   | 47:29.1 |
| 銀牌 | 挪威 里芙·格雷特·波瓦雷（Liv Grete Skjelbreid Poirée） | 47:37.0 |
| 銅牌 | 瑞典 玛格达莱娜·福斯贝里                               | 48:08.3 |

#### 女子個人7.5公里
| 獎牌 | 運動員                      | 時間    |
| 金牌 | 德国 卡蒂·威廉              | 20:41.4 |
| 銀牌 | 德国 乌尔苏拉·"乌西"·迪斯尔 | 20:57.0 |
| 銅牌 | 瑞典 玛格达莱娜·福斯贝里    | 21:20.4 |

#### 女子個人10公里
| 獎牌 | 運動員                    | 時間    |
| 金牌 | 俄羅斯 Olga Medvedtseva   | 31:07.8 |
| 銀牌 | 德国 卡蒂·威廉            | 31:13.1 |
| 銅牌 | 保加利亚 Irina Nikulchina | 31:15.9 |

#### 女子4×6公里团体赛
| 獎牌 | 隊伍（運動員） | 時間      |
| 金牌 | 德国           | 1:27:55.8 |
| 銀牌 | 挪威           | 1:28:26.4 |
| 銅牌 | 俄羅斯         | 1:29:20.5 |

## 奖牌榜
| 排名                     | 国家 / 地区              | 金牌 | 銀牌 | 銅牌 | 总计 |
| ------------------------ | ------------------------ | ---- | ---- | ---- | ---- |
| 1                        | 挪威（NOR）              | 4    | 2    | 0    | 6    |
| 2                        | 德国（GER）              | 3    | 5    | 1    | 9    |
| 3                        | 俄罗斯（RUS）            | 1    | 0    | 2    | 3    |
| 4                        | 法国（FRA）              | 0    | 1    | 1    | 2    |
| 5                        | 瑞典（SWE）              | 0    | 0    | 2    | 2    |
| 6                        | 奥地利（AUT）            | 0    | 0    | 1    | 1    |
| 6                        | 保加利亚（BUL）          | 0    | 0    | 1    | 1    |
| 总计（共7个国家 / 地区） | 总计（共7个国家 / 地区） | 8    | 8    | 8    | 24   |

## 参与国家
本次冬奥会共有34个代表团派出选手参加本次比赛，其中智利以及克罗地亚代表团是第一次参加这个项目的比赛，各派出了一名选手。以下是参加本次项目的代表团名单。
| - 阿根廷（2） - 奥地利（5） - 白俄罗斯（11） - 保加利亚（5） - 加拿大（1） - 智利（2） - 中国（5） - 克罗地亚（1） - 捷克（10） | - 爱沙尼亚（4） - 芬兰（9） - 法国（10） - 英国（4） - 德国（11） - 希腊（2） - 匈牙利（3） - 意大利（10） - 日本（8） | - （2） - （1） - 韩国（2） - 拉脱维亚（5） - 立陶宛（2） - 摩尔多瓦（2） - 挪威（9） - 波兰（5） - 罗马尼亚（4） | - 俄罗斯（11） - 斯洛文尼亚（10） - 瑞士（4） - 斯洛伐克（6） - 瑞典（5） - 乌克兰（11） - 美国（8） |